# Arfeuille-Châtain
Arfeuille-Châtain é uma comuna francesa na região administrativa da Nova Aquitânia, no departamento de Creuse. Estende-se por uma área de 20,5 km². Em 2010 a comuna tinha 201 habitantes (densidade: 9,8 hab./km²).